# Agathirsia proxima
Agathirsia proxima är en stekelart som beskrevs av John Obadiah Westwood 1882. Agathirsia proxima ingår i släktet Agathirsia och familjen bracksteklar. Inga underarter finns listade i Catalogue of Life.